# Ruederbach
Ruederbach là một xã ở tỉnh Haut-Rhin trong vùng Grand Est ở đông bắc Pháp. Xã này có diện tích 4,46 km², dân số năm 1999 là 334 người. Khu vực này có độ cao 380 mét trên mực nước biển.